# Source Han Sans
Source Han Sans es una familia tipográfica sans-serif gótica asiática diseñada por Adobe y Google. También es lanzado por Google bajo el proyecto de fuentes Noto como Noto Sans CJK. La familia incluye siete pesos (extraligero, ligero, normal, mediano, negrita y negra) y admite los idiomas chino tradicional, chino simplificado, japonés y coreano. También incluye los caracteres latinos, griegos y cirílicos de la familia tipográfica Source Sans Pro .

## Diseño
Los caracteres latinos, griegos y cirílicos están basados en los de la familia tipográfica Source Sans Pro y se ajustan para adaptarse al texto en chino, japonés y coreano (CJK) respectivamente. Por ejemplo, en el peso normal, los caracteres latinos y los que no son latinos se escalan al 115% de su tamaño original, por lo tanto, son más grandes que la fuente Source Sans Pro en el mismo tamaño de punto tipográfico.
Para los caracteres chinos, japoneses y coreanos, el diseño subyacente fue diseñado por Ryoko Nishizuka de Adobe. Muchas empresas diseñadoras de tipos dibujaron los glifos para los diferentes idiomas basados en los diseños de Source Sans Pro: Changzhou Sinotype y Arphic Technology para el chino, Iwata Corporation para el japonés, y Sandoll Communication para el coreano. Ken Lunde de Adobe consolidó los glifos y creó los recursos finales de la fuente, mientras que Google proporcionó los fondos, recursos de prueba y aportes.

Diferencias para el carácter 返 entre diferentes versiones lingüísticas de Source Han Sans

Source Han Sans tiene cinco versiones de idiomas: chino simplificado, chino tradicional de Taiwán, chino tradicional de Hong Kong, japonés y coreano. Debido a las diferentes convenciones y estándares para cada una de las regiones donde se usan los idiomas, el mismo carácter en Unicode puede tener una forma diferente para cada una de las versiones de idiomas. 
La familia de fuentes incluye siete pesos de fuentes: Extraligero, ligero, normal, mediano, negrita y negra. En su lanzamiento, las fuentes contienen 65.535 glifos, el límite máximo para las fuentes basadas en CID.
 

La fuente actualmente cubre todos los caracteres de los ideogramas CJK Unificados de los Estándares Unicode en su  versión 2.001, pero aún no cubre todos los Ideogramas de compatibilidad CJK y las extensiones de los Ideogramas unificados CJK. 

## Lanzamiento
La versión OTC de 28 fuentes de Source Sans Pro estuvo disponible en la versión 1.001.
La versión 2.000 de Source Han Sans es una actualización importante de la familia de fuentes, los principales cambios incluyen:
- Se incluyeron varios glifos propuestos para la Extensión G de los Ideógrafos Unificados CJK a través de la función de GSUB 'ccmp'.
- Se introdujo la variante de Hong Kong del chino tradicional.
- Los glifos para el bopomofo fueron rediseñados.
- Los glifos para el jamo fueron reemplazados.
- Se omitieron las cadenas de tabla 'nombre' de Macintosh.

- El peso regular está vinculado al estilo del peso en negrita.
- Se eliminó la característica obsoleta 'hngl' GSUB.
- La función de GPOS 'vert' (no GSUB) se agregó para admitir la combinación de jamo en escritura vertical.
- Se agregaron algunos glifos para las versiones más recientes de Unicode.

La versión 2.001 de Source Han Sans agregó un nuevo carácter que representa el nombre de la era japonesa Reiwa, y varios glifos para la configuración regional de Hong Kong.
Las fuentes Noto Sans CJK se han lanzado como fuentes individuales separadas por idioma y peso, o como fuentes OTC que contienen todos los idiomas separados por peso, o fuentes OTC que contienen todos los pesos separados por idioma, o como una sola fuente OTC que contiene todos los idiomas y pesos. 

## Source Han Sans HW (2015)
Presentadas como parte de la actualización de la fuente Source Han Sans, versión 1.002, las fuentes Source Han Sans HW se basan en las mismas fuentes Source Han Sans correspondientes, pero incluyen glifos de media anchura para ASCII y un pequeño número de caracteres adicionales en los pesos normal y negrita.

## Noto Sans Mono CJK
Las fuentes Noto Sans Mono CJK son versiones monoespaciadas de las fuentes Noto Sans CJK, que incluyen glifos en 4 idiomas. Solo se lanzaron fuentes en pesos normal y negrita. 
Noto Sans Mono CJK se introdujo en el paquete de Noto Sans CJK en su versión 1.002. 
Las fuentes OTC incluyen Noto Sans Mono CJK, a excepción de las fuentes OTC de subconjunto de la región específica. 

## Source Han Code JP (2015)
Source Han Code JP (源 ノ 角 ゴ シ ッ ク Code JP) es una familia tipográfica duoespaciada que usa los mismos glifos latinos de Source Code Pro, pero con los glifos latinos escalados para que coincidan con los caracteres japoneses, y sus anchuras se ajustan para ser exactamente 667 unidades (dos tercios de un EM). Los caracteres restantes están basados en los de la fuente Source Han Sans JP con un conjunto de glifos que solamente admite el japonés.